# Мурстаун-Ленола (Нью-Джерсі)
Мурстаун-Ленола (англ. Moorestown-Lenola) — переписна місцевість (CDP) в США, в окрузі Берлінгтон штату Нью-Джерсі. Населення — 14 240 осіб (2020).

## Географія
Мурстаун-Ленола розташований за координатами 39°57′59″ пн. ш. 74°57′45″ зх. д. / 39.96639° пн. ш. 74.96250° зх. д. (39.966524, -74.962526).  За даними Бюро перепису населення США в 2010 році переписна місцевість мала площу 18,44 км², з яких 18,16 км² — суходіл та 0,28 км² — водойми.

## Демографія
Згідно з переписом 2010 року, у переписній місцевості мешкало 14 217 осіб у 5310 домогосподарствах у складі 3880 родин. Густота населення становила 771 особа/км².  Було 5595 помешкань (303/км²).
Расовий склад населення:
| - 84,9 % — білих - 8,3 % — чорних або афроамериканців - 3,1 % — азіатів - 0,1 % — корінних американців - 1,0 % — осіб інших рас |

До двох чи більше рас належало 2,5 %. Частка іспаномовних становила 4,1 % від усіх жителів.
За віковим діапазоном населення розподілялося таким чином: 25,7 % — особи молодші 18 років, 57,5 % — особи у віці 18—64 років, 16,8 % — особи у віці 65 років та старші. Медіана віку мешканця становила 43,5 року. На 100 осіб жіночої статі у переписній місцевості припадало 90,1 чоловіків;  на 100 жінок у віці від 18 років та старших — 84,3 чоловіків також старших 18 років.
Середній дохід на одне домашнє господарство  становив 145 066 доларів США (медіана — 101 886), а середній дохід на одну сім'ю — 168 101 долар (медіана — 130 821). Медіана доходів становила 90 208 доларів для чоловіків та 65 256 доларів для жінок. За межею бідності перебувало 4,7 % осіб, у тому числі 4,2 % дітей у віці до 18 років та 2,3 % осіб у віці 65 років та старших.
Цивільне працевлаштоване населення становило 7357 осіб. Основні галузі зайнятості: освіта, охорона здоров'я та соціальна допомога — 31,0 %, науковці, спеціалісти, менеджери — 12,8 %, роздрібна торгівля — 9,7 %, виробництво — 9,5 %.